# Maniitsoq Stadion
Maniitsoq Stadion – wielofunkcyjny stadion w Maniitsoq, na Grenlandii. Jest obecnie używany głównie dla meczów piłki nożnej. Swoje mecze rozgrywają na nim drużyny piłkarskie Aqigssiaq i Kagssagssuk. Posiada żwirowe boisko.